# Lindmania wurdackii
Espèce
Classification phylogénétique
Synonymes
- Cottendorfia wurdackii (L.B.Sm.) L.B.Sm., 1960

Lindmania wurdackii est une espèce de plante de la famille des Bromeliaceae, endémique du Venezuela.

## Synonymes
- Cottendorfia wurdackii (L.B.Sm.) L.B.Sm., 1960[1].

## Distribution
L'espèce est endémique du Venezuela et se rencontre dans les États de Bolívar et d'Amazonas.